# Huntington (Nova Iorque)
Huntington é uma das dez cidades do condado de Suffolk, no estado de Nova Iorque, nos Estados Unidos.